# Cezydiusz Giacomantonio
Cezydiusz Giacomantonio, Cezydiusz z Fossy, włos. Cesidio Giacomantonio (chiń. 董哲西; pinyin Dǒng Zhéxī; ur. 30 sierpnia 1873 r. w Fossa we Włoszech – zm. 4 lipca 1900 r. w Hangzhou, Hunan w Chinach) – święty Kościoła katolickiego, włoski franciszkanin, kapłan, misjonarz, męczennik.

## Życiorys
Jego rodzicami byli Giovanni Giacomantonio i Maria Antonucci. Został ochrzczony imieniem Angelo. Jako dziecko często odwiedzał pobliski klasztor franciszkanów San Angelo w Ocre. Do zakonu franciszkańskiego wstąpił 21 listopada 1891. W 1895 r. przyjął święcenia kapłańskie. W następnym roku wstąpił do Międzynarodowego Kolegium św. Antoniego jako kandydat na misjonarza. W październiku 1899 r. udał się na Daleki Wschód. Po przybyciu do Chin został przyjęty przez biskupa Antonina Fantosatiego. W Boże Narodzenie przybył do Hengyang. Następnie udał się do Haungshuawan, został wysłany do małej wspólnoty na wschodzie prowincji. Po mniej niż miesiącu zaczęły się w okolicy prześladowania chrześcijan. Bokserzy zaatakowali niespodziewanie 4 lipca 1900 r. główną rezydencję w Hengyang. Obawiając się sprofanowania Najświętszego Sakramentu ojciec Giacomantonio pobiegł do kaplicy nie zważając na niebezpieczeństwo. Tłum fanatyków poranił go lancami i kijami, zawinięto go pół żywego w namoczony w benzynie koc, a następnie podpalono. Miało to miejsce 4 lipca 1900 roku.

## Beatyfikacja i kanonizacja
Razem z Antonim Fantosati i Józefem Gambaro należy do grupy męczenników z południowego Hunanu. Zostali oni beatyfikowani 24 listopada 1946 r. przez Piusa XII w grupie "Grzegorz Grassi i 28. Towarzyszy".
Cezydiusz i Towarzysze zostali Kanonizowani w grupie 120 męczenników chińskich 1 października 2000 r. przez Jana Pawła II.

## Dzień obchodów
Wspomnienie liturgiczne w Kościele katolickim obchodzone jest 8 lipca w grupie 120 męczenników chińskich.

## Źródła internetowe
- Życiorys. chinesemartyrs.org. [zarchiwizowane z tego adresu (2004-05-15)]. (ang.)
- Św. Cezydiusz Giacomantonio (1873-1900) na franciszkanie.pl [opublikowano: 2009-07-04]